# شهرستان لوفنگ
شهرستان لوفنگ (به لاتین: Lufeng County) یک منطقهٔ مسکونی در چین است که در ولایت خودمختار چوشیونگ یی واقع شده‌است. شهرستان لوفنگ ۳٬۵۳۶ کیلومتر مربع مساحت و ۴۱۴٬۲۶۱ نفر جمعیت دارد.